# Фелікс Ляхович
Фелікс Ляхович (нар. 14 листопада 1884 року в Дрогобичі, — помер 1941) — художник, митець, маляр і різьбяр.

## Біографія
Фелікс народився 14 листопада 1884 р. у сім'ї Мартина Ляховича і Марії з дому Яхів. Батько був шевцем, а родина мешкала на вул. Лішнянській. Про перші 30 років життя дрогобичанина сказати щось суттєве краєзнавці сьогодні не в змозі. Навчався в Академії мистецтв у Кракові; навчання перервав з фінансових причин. Надалі працював будівельним майстром, перед Першою світовою війною вступив до «Дружини Бартошової», в станиці якої займався художньою самодіяльністю, писав сценарії, оформлював сцени вистав. З початком війни був мобілізований до австрійського війська, але вже в 1914 р. потрапив у російський полон, у якому перебував до 1920 р. і лише 1921 р. йому вдалося повернутися в рідне місто. На щастя, у неволі Ф.Ляхович мав змогу вдосконалювати свої художні вміння.
Про міжвоєнний період життя Фелікса Ляховича також інформації небагато.
Відомо, що він працював керівником будівельних справ на заводі «Галіція», одружився із Ельжбетою з дому Кльось, подружжя мало дочку Веславу. Потім настав «золотий вересень» 1939 р. і Ф.Ляховичем одразу зацікавилося НКВД: існують підстави вважати, що він брав участь у польському антифашистському підпіллі. Відтак 24 квітня 1940 р. був заарештований, депортований до Києва, перебував в ув'язненні в Лук'янівській в'язниці. У травні 1940 р. Ляхович був засуджений у складі групи «дев'ятнадцяти» (інша назва — група Михальського), отримав п'ять років таборів і три роки позбавлення громадянських прав, проте після березня 1941 р., коли він відправив останнього листа рідним, його сліди загубилися.
Дружина і дочка Ф.Ляховича були депортовані у червні 1940 р. до Сибіру. У 1945 р. родина Кльосів виїхала до Щеціна, куди перевезла творчу спадщину митця. У травні 1946 р. сім'я Ф.Ляховича була репатрійована до Ополя, потім переїхала до Щеціна.

## Творчість
Значну частину його робіт можна побачити в книзі опублікованій в 2008 році «Drohobycz Feliksa Lachowicza», але одними з найцінніших є його малюнки, об'єднані в три цикли: «Урич в легендах» (13 робіт), «Історія міста Дрогобича» (82 твори), «Пам'ятки Дрогобича» (32 малюнки). Всього опубліковано 127 малюнків включно з титульними сторінками до двох циклів.
Мистецька спадщина художника є значно більшою: в Музеї князів Любомирських у Вроцлаві, де сьогодні зберігається колекція митця, нараховується 659 його мистецьких творів. Він мав кілька вистав своєї творчості: 1934 і 1937 рр. у Дрогобичі, 1936 і 1937 р. у Львові. Одним із його перших рецензентів був земляк, також митець-аматор Бруно Шульц.
«Не шукаючи оплесків світу, працює в Дрогобичі з бенедиктинським спокійним і уважним завзяттям дивний художник, закоханий у легенди минулого століття, заслуханий у шум минулого, копирсаючись у старих документах у міському архіві, відстежуючи вицвітання чорнила в церковних записах. Пан Ляхович переживає у візіях минуле міста»
Бруно Шульц в «Огляді Підкарпаття» від 2 грудня 1934 року про виставку робіт Фелікса Ляховича.
Над найбільшим циклом з історії Дрогобича мистець працював з 1932 до 1939 р. Темою більшості малюнків Ф.Ляховича стали різноманітні архітектурно-історичні об'єкти Дрогобича, тільки 20 творів присвячено костьолу, назагал, він близько 100 разів малював будівлі рідного міста.
У питанні про походження Дрогобича, Фелікс довірився винятково легендам, а легендарні свідчення про давній Бич він пов'язав з легендами про фортецю Тустань. До легенд, пов'язаних із Дрогобичем, відомих загалові і проілюстрованих художником.
Послуговуючись відомими джерелами, Ф.Ляхович проілюстрував Дрогобич XIV—XVI ст. Тут простежується винятково урядово-творча роль польської влади, надання місту самоврядування, заснування костелу та інші.
Серед робіт присвячених костьолу, дуже цікавими є малюнки внутрішнього вигляду та оздоблення храму, виконані маслом, що є рідкісним для техніки майстра; вони кольорові, що також є важливим, адже кольорові «знимки костьола» тієї доби не збереглися.
Панорамні малюнки давнього і сучасного автору Дрогобича Ляховича відкривають місто з іншої сторони. Любовно виконані художні роботи, які зображують укріплення давнього міста.
Життя єврейської громади міста майже не зацікавило Ляховича. Зате українська представлена щедро. Перерахую коротко малюнки української тематики: «Жертва князя», «Літописець Нестор», «Опольський князь Володислав», «Бунт Ланковича», «Братства», «Барельєфи Святої Трійці», «Церква Св. Юра», «Поліхромія церкви Св. Юра», «Церква Воздвиження Чесного Хреста», «Поліхромія церкви Воздвиження Чесного Хреста», «Візантійські ікони», «У солеварні», «Шпихлір» та інші. Низку малюнків виконано на польсько-українську тематику.
Недоброзичливці, мабуть, звинуватять Ф.Ляховича в упередженості. Так, наприклад, він зобразив сцену повалення українцями пам'ятника Міцкевичу в 1918 р. Але ж ця подія таки мала місце в історії Дрогобича, і, як об'єктивний обсерватор, художник, звичайно ж, не міг зігнорувати цього факту.
Декілька зауваг щодо стилю та творчої манери митця. Історію міста він ілюстрував на картонах-планшетах альбомного формату, використовуючи акварель, туш і рідше — масло. Стиль виконання робіт тісно пов'язаний із народним мистецтвом, фольклором, рідними його серцю мотивами байок і, врешті, декоративною геометричною орнаментикою. Знання історії краю, до найдрібніших фактів і подій, любов до рідного міста та його людей — незаперечні.
Крім художньої творчості він займався популяризацією знань про місто Дрогобич.